# Omar Ali Saifuddien III
Omar Ali Saifuddien III ROV, O st.M St. G (em malaio عمر علي سيف الدين; nome de nascimento: Al-Marhum Kebawah Duli Yang Maha Mulia Maulana Paduka Seri Begawan Sultan Haji Omar Ali Saifuddien Saadul Khairi Waddien Ibni Al-Sultan Muhammad Marhum Jamalul Alam II; 23 de setembro de 1914 - 7 de setembro de 1986) foi o 28° Sultão de Brunei governado a partir de 4 de junho de 1950 até sua abdicação do trono em 4 de outubro de 1967. Ele também foi o primeiro Ministro da Defesa de seu país. Ele era conhecido como O Arquiteto da Brunei Moderna, O Poeta Real, O Pai da Independência, e O Pai da Negara Brunei Zikir.

## Início de vida
Muda Pengiran Omar Ali Saifuddien nasceu em Istana Kota, Kampong Sultan Lama, Brunei em 23 de Setembro de 1914. Ele foi o segundo dos dez filhos do Sultão Muhammad Jamalul Alam II e Isteri Raja Fátima. Seu irmão mais velho, que mais tarde se tornaria Sultão Ahmad Tajuddin. Seus irmãos eram: Muda Pengiran Besar, Muda Pengiran Tengah, Pengiran Anak Puteri Besar, Sultan Ahmad Tajuddin Akhazul Khairi Waddien, Pengiran Anak Puteri Tengah, Pengiran Anak Puteri Damit, Anum Pengiran Muda, Muda Pengiran Laila Gambar, e Pengiran Muda Bongsu.
Muda Pengiran Omar Ali Saifuddien estudou no Colégio Malay Kuala Kangsar em Perak, Malásia britânica 1932-1936. Depois de terminar a educação na Malásia, ele retornou a Brunei em 1936 para trabalhar no Departamento de Silvicultura em Kuala Belait como um oficial cadete. Em 1938, ele foi transferido para o Departamento Judiciário, também em Kuala Belait em 1937.
Sua primeira esposa foi Dayang Siti Amin binti Pehin Orang Kaya Pekerma Setia Laila Diraja Awang Haji Hashim, mas o casal não tinha filhos. Em 6 de setembro de 1941, casou-se com seu primo como sua segunda esposa, Pengiran Anak Damit binti Pengiran Bendahara Seri Maharaja Permaisuara Pengiran Anak Abdul Rahman. Ela deu à luz 10 crianças, incluindo o mais velho sendo Bolkiah Hassanal , o sultão de Brunei incumbente .
Ele tinha o título de Pengiran Bendahara Seri Maharaja Permaisuara outorgado por seu irmão, Sultão Ahmad Tajuddin em 15 de julho de 1947. Ele foi posteriormente nomeado membro do Conselho Estadual de Brunei e Presidente do Tribunal Syariah. Após a morte de seu irmão, que não deixou herdeiros do sexo masculino, em 4 de junho de 1950, ele foi proclamado sultão no dia seguinte em 6 de junho de do mesmo ano. Ele foi coroado como o Dan Sultan Yang Di-Pertuan de Brunei Darussalam em 31 de Maio de 1951, em uma cerimônia de coroação de brilho. Em conjunto da coroação, ele foi conferido com o Companheiro Honorário da Ordem Dinástica de São Miguel e São Jorge (GMC) por Sua Majestade Rainha Elizabeth II. Em setembro de 1951, ao tornar-se sultão, Ele realizou seu primeiro Haj à Terra Santa, Meca (Ele então realizou seu haj segundo em Abril de 1962).

### Papel como Sultão
No início da era de seu governo, Sultan Omar Ali Saifuddien focava-se em aumentar o nível de qualidade de vida de Brunei. Sua prioridade era fornecer educação adequada. Várias escolas primárias e secundárias foram construídas em todo o país para garantir que todos os cidadãos puderam comparecer escolaridade formal. Um esquema de livre-alimentar foi introduzida nas escolas rurais e estudantes, com resultados distinção foram enviados ao exterior para o ensino superior. Em 1953, ele introduziu o primeiro plano de desenvolvimento nacional com uma dotação 100 milhões de dólares. Os objectivos do plano incluíram o fornecimento de educação básica para todos os distritos; melhoria dos sistemas de comunicação, aumento da qualidade dos serviços médicos e de saúde, o aumento dos produtos agrícolas, bem como fornecer serviços básicos como estradas, eletricidade e água para todas as pessoas.

## Criação da Constituição
Em 1952, o Sultão Omar Ali Saifuddien trabalhou para a implementação da Constituição do Brunei escrita como fundamento da governação e a realização de independência d.o Reino Unido. Em 9 de junho de 1953, ele foi novamente conferido com o Cavaleiro Comandante da Ordem nas Distinta de São Miguel e São Jorge (KCMG) que carrega o título de Sir de Sua Majestade a Rainha Elizabeth II.
As discussões com o governo britânico culminou com a assinatura de constituição escrita Brunei e o acordo de Brunei em 29 de Setembro de 1959, Lapau, Bandar Seri Begawan . Entre outras coisas, a Constituição estipulava que malaio e Islã são, respectivamente, para ser a língua oficial ea religião oficial do Brunei. Ao mesmo tempo, Sultan Omar Ali Saifuddien consentido para a formação do Malay Brunei Regiment , que foi elevada à Brunei Real forças armadas após a independência. Durante seu reinado, 3 principais ministros foram nomeado de acordo com a Constituição. Eram Pehin Dato Perdana Menteri Dato Laila Utama Haji Ibrahim Mohammed Bin Jahfar, Dato Paduka Haji Marsal Bin Maun, e Yang Amat Mulia Pengiran Setia Negara Pengiran Dr. Haji Mohd. Yusof bin Pengiran Haji Abdul Rahim.

### Revolta Brunei
Em 8 de dezembro de 1962, Partai Rakyat Brunei (PRB), liderada por AM Azahari a rebelião contra o Governo por causa da intenção Brunei Brunei para ingressar na Malásia. A rebelião foi esmagada e depois PRB foram derrotados. Um ano depois, em julho de 1963, Sultão Omar Ali Saifuddien III tomou a decisão que Brunei não era para se juntar à Malásia.

### Abdicação
Depois de governar por 17 anos, em 4 de outubro de 1967, Sultan Omar Ali Saifuddien voluntariamente abdicou em favor de seu filho mais velho, o sultão Haji Hassanal Bolkiah . Sua decisão de abdicar era muito súbita e foi um choque para o seu povo. Após sua abdicação do trono com a idade de 53 anos, ele tomou o título de Sua Alteza Real Paduka Seri Begawan Sultan, um título que ele manteve até sua morte em 1986. Ele foi conferido o Grande Comandante Honorário da Ordem Vitoriana (GCVO) por Sua Majestade Rainha Elizabeth II durante sua visita a Brunei em 29 de fevereiro de 1972. Em 13 de setembro de 1979, sua esposa, Al-Marhumah Paduka Seri Begawan Suri Raja Isteri Pengiran Anak Damit morreu. Depois disso, pela última vez, ele se casou com Pengiran Bini Hajah Salhah binti Pengiran Bendahara Seri Maharaja Permaisuara Pengiran Anak Abdul Rahman, que também era sua cunhada. O casal, no entanto, não tinha filhos.

## Independência do Brunei
O Brunei havia alcançado a sua independência em 1 de janeiro de 1984, como prometido pelo Sultão Omar Ali Saifuddien. Naquele dia, ele conduziu seu povo pelo chamado de "Allahu-Akhbar" três vezes, imediatamente após a proclamação da Independência de Brunei Darussalam. Apesar de ter abdicado, Sultan Omar Ali Saifuddien continuou a desempenhar um papel importante como um mentor para seu filho. Ele foi eleito como o primeiro ministro da Defesa de Brunei e, consequentemente, conferida a patente de Marechal de Campo Geral da Real Forças Armadas do Brunei.

## Morte
Sultan Omar Ali Saifuddien III morreu em 7 de setembro de 1986, várias semanas antes de seu aniversário 72. Sua morte foi uma perda triste para a nação, e o anúncio após a sua morte chocou a todas as pessoas que o amavam. Tinha então trouxe fim a uma era significativa da história da moderna Brunei. No dia seguinte, seu corpo foi colocado em estado no "Lapau" (o antigo Edifício Legislativo em Bandar Seri Begawan) antes de ser transferido para a vizinha Omar Ali Mesquita do Sultão Saifuddin para uma oração fúnebre . Um caixão coberto com a bandeira real padrão foi colocado em uma mão afogar carro para o cortejo fúnebre em torno da Capital. Depois disso, seu corpo foi levado para o Mausoléu Real, Jalan Tutong onde ele foi enterrado ao lado de sua esposa, Paduka Seri Begawan Suri.
| “ | Sultan Omar Ali Saifuddien III não era apenas um pai amoroso, mais do que isso. Ele sempre me deu conselhos até a sua morte | ” |

O livro Surah Yassin foi publicado com o consentimento de Sua Majestade o sultão Hassanal Bolkiah, para marcar o 40º dia do falecimento de seu falecido pai.

## Legado

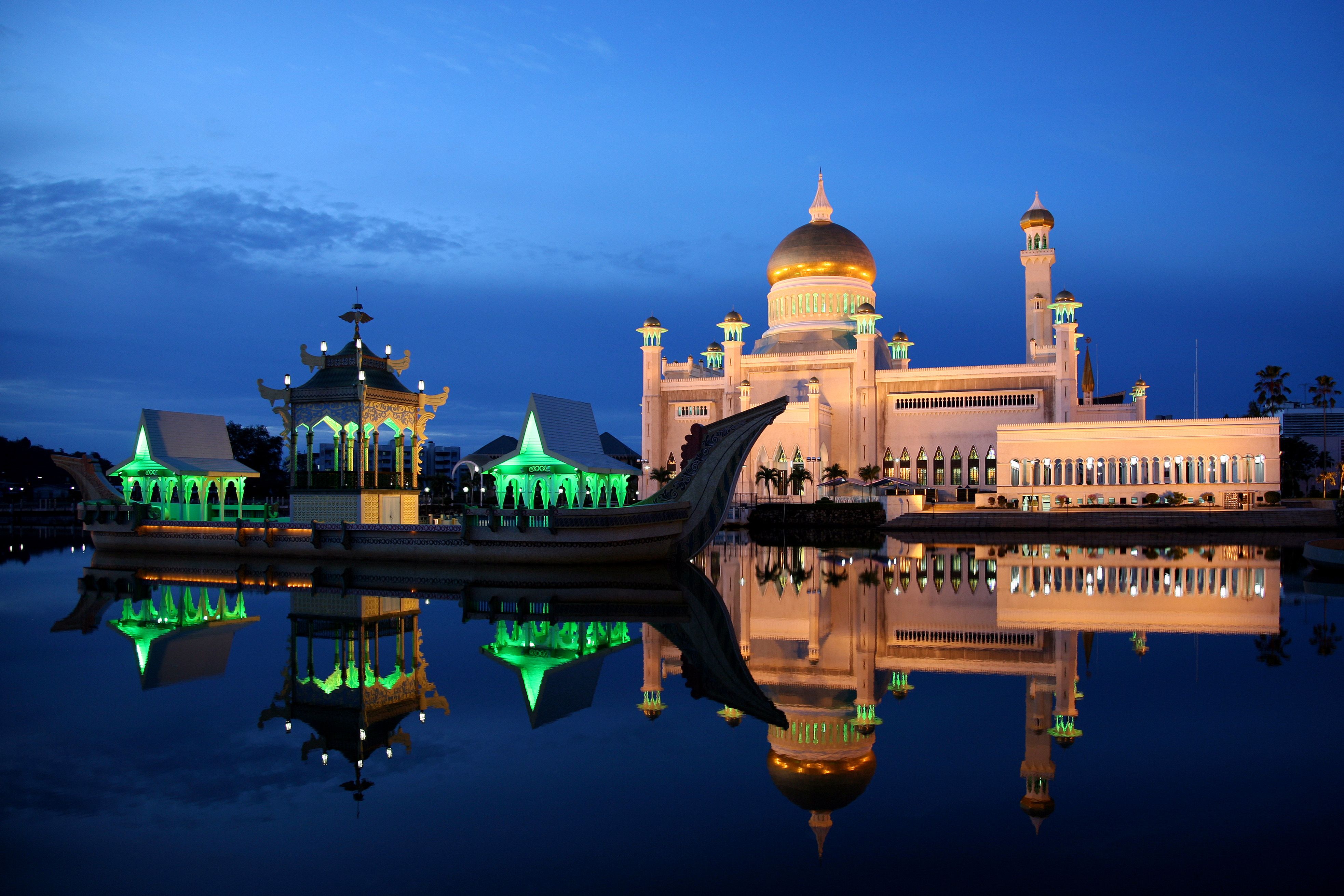
Grande Mesquita de Omar Ali Saifuddin.

Sultan Omar Ali Saifuddien era conhecido como o arquiteto da Moderna Brunei.
Em reconhecimento às suas contribuições, em outubro de 1970, Sua Majestade o sultão Hassanal Bolkiah, conseguiu que renomear a Cidade de Brunei, capital do país para Bandar Seri Begawan, após o título de seu pai. Além disso, várias instituições e locais de Brunei foram nomeados depois dele: a Grande Sultão Omar Ali Saifuddin; o Sultan Omar Ali Saifuddien, a Universidade de Ensino Religioso de Seri Begawan; o Instituto de Estudos Islâmicos da Universidade Sultão Omar Ali Saifuddien, a Faculdade de Ciências Seri Paduka Begawan Sultan e do Taman Haji Omar Ali Muda Sir Saifuddien na capital.
A exposição anual conhecida como "Paduka Anakanda Julangan Kasih Ayahanda" foi introduzido na memória do Sultão Omar Ali Saifuddien III. Além disso, com o consentimento de seu filho, o sultão Hassanal Bolkiah, o Yayasan Sultan Haji Hassanal Bolkiah Foundation , em colaboração com a Universidade de Brunei Darussalam , organizado anual Sultan Omar Ali Saifuddien Memorial Lecture, que começou em 25 de fevereiro de 2009 para comemorar o Alteza tarde que era de fato um estadista exemplar. Na primeira Memorial Lecture , Ministro de Singapura, mentor de Lee Kuan Yew foi convidado para dar uma palestra intitulada "The Legacy de Sultan Haji Omar Ali Saifuddien". A palestra memorial segundo foi realizado em 7 de outubro de 2010 e do discurso foi dada por Yang Amat Mulia Pengiran Setia Negara Pengiran Dr. Haji Mohd. Yusof bin Pengiran Haji Abdul Rahim.

### Condecorações e títulos
Títulos
- Comendador da Ordem de St. Michael e St. George (KCMG) - 1953 (CMG-1951)
- Rainha Elizabeth II Medalha Coronation - 1953
- Cavaleiro da Grande Cruz da Ordem Real Vitoriana - 1972 (GCVO)[3]